# Comuna Medieșu Aurit, Satu Mare
Medieșu Aurit (în maghiară Aranyosmeggyes) este o comună în județul Satu Mare, Transilvania, România, formată din satele Băbășești, Iojib, Medieșu Aurit (reședința), Medieș-Râturi, Medieș-Vii, Potău și Românești.

## Demografie
Componența etnică a comunei Medieșu Aurit
     Români (82,05%)
     Maghiari (8,64%)
     Romi (1,08%)
     Alte etnii (0,1%)
     Necunoscută (8,13%)
Componența confesională a comunei Medieșu Aurit
     Ortodocși (66,48%)
     Reformați (8,48%)
     Creștini după evanghelie (5,32%)
     Romano-catolici (4,21%)
     Greco-catolici (3,08%)
     Penticostali (1,96%)
     Alte religii (2,01%)
     Necunoscută (8,45%)
Conform recensământului efectuat în 2021, populația comunei Medieșu Aurit se ridică la 6.224 de locuitori, în scădere față de recensământul anterior din 2011, când fuseseră înregistrați 6.683 de locuitori. Majoritatea locuitorilor sunt români (82,05%), cu minorități de maghiari (8,64%) și romi (1,08%), iar pentru 8,13% nu se cunoaște apartenența etnică. Din punct de vedere confesional, majoritatea locuitorilor sunt ortodocși (66,48%), cu minorități de reformați (8,48%), creștini după evanghelie (5,32%), romano-catolici (4,21%), greco-catolici (3,08%) și penticostali (1,96%), iar pentru 8,45% nu se cunoaște apartenența confesională.

## Politică și administrație
Comuna Medieșu Aurit este administrată de un primar și un consiliu local compus din 15 consilieri. Primarul, Marian-George Tőrők[*], de la Partidul Național Liberal, este în funcție din octombrie 2020. Începând cu alegerile locale din 2024, consiliul local are următoarea componență pe partide politice:
|  | Partid                                 | Consilieri | Componența Consiliului | Componența Consiliului | Componența Consiliului | Componența Consiliului | Componența Consiliului | Componența Consiliului | Componența Consiliului | Componența Consiliului |
|  | -------------------------------------- | ---------- | ---------------------- | ---------------------- | ---------------------- | ---------------------- | ---------------------- | ---------------------- | ---------------------- | ---------------------- |
|  | Partidul Național Liberal              | 8          |                        |                        |                        |                        |                        |                        |                        |                        |
|  | Partidul Social Democrat               | 3          |                        |                        |                        |                        |                        |                        |                        |                        |
|  | Uniunea Democrată Maghiară din România | 2          |                        |                        |                        |                        |                        |                        |                        |                        |
|  | Alianța pentru Unirea Românilor        | 1          |                        |                        |                        |                        |                        |                        |                        |                        |
|  | Forța Dreptei                          | 1          |                        |                        |                        |                        |                        |                        |                        |                        |

## Personalități
- Ioan Corodan (n. 1960), senator în legislatura 2004-2008 din partea PRM
- Béla Visky (n. 1961), pastor reformat, profesor universitar